# Артезиански води
Артезианските води [от названието на френската провинция Артуа (на латински Artesium), където тези води се използват от древността] са подземни води, заключени между водонепропускливи пластове и намиращи се под голямо хидравлично налягане. Залягат предимно в кватернерни наслаги, в пределите на големи геоложки структури, образувайки артезиански басейни. Излизайки на повърхността по изкуствен начин те се издигат с голяма скорост нагоре от водоносния пласт. При достатъчно налягане те се изливат на повърхността и по естествен начин, много често във вид на фонтан. За разлика от грунтовите (подземните) води, участващи в съвременния водообмен с повърхността на земята, повечето от артезианските води се явяват много стари и обикновено техния химичен състав отразява условията на тяхното формиране. Условията, при които са се формирали тези води са много разнообразни. Често артезиански води може да се срещнат при флескурообразните, асиметрично и воноклинално залягащи земни пластове, а в много райони те са привързани в сложна система от пукнатини и разломи.

## Строеж
В пределите на артезианския басейн се различават три области: подхранване, напор (налягане) и оттичане (разтоварване). В областта на подхранването водоносния хоризонт обичайно е висок и дрениран, поради което водата тук има свободна повърхност. В областта на напора нивото, до което водата може да се изкачи, се разполага по-нависоко от водоносния хоризонт, като разстоянието по вертикалата от водоносния хоризонт до най-горното ниво се нарича напор. За разлика от областта на подхранването, където мощността на водоносния хоризонт се изменя в зависимост от ветеорологичните фактори, в областта на напора мощността на артезианския хоризонт е постоянна. На границата между областта на подхранване и областта на напора, във връзка с количеството постъпваща атмосферна вода, през различните сезони може да стане временен преход на вода от областта на подхранване в областта на напора и обратно. В областта на оттичането (разтоварването) водите излизат на земната повърхност във вид водни източници. При наличието на няколко водоносни хоризонта всеки от тях може да има свое ниво, определяно от условията на подхранване и оттока на водата. Когато синклиналното залягане на водните слоеве съответства на понижението на релефа, напорът в долните хоризонти се повишава. При повишението на релефа нивото на долните хоризонти се разполага много по-ниско. Ако, благодарение на сондаж или кладенец, два водоносни хоризонта се свържат, то при смяната на релефа водите от горния хоризонт потичат в долния. В артезианските води се различават артезиански басейн и артезиански склон. В артезианския басейн областта на подхранването се разполага наравно с областта на напора, а по-нататък по направлението на подземния отток се разполага областта на оттичане на напорния хоризонт. В артезианския склон областта на оттичане се намира на едно равнище с областта на подхранване.

## Състав
Всеки голям артезиански басейн включва в себе си води с различен химичен състав: от високоминерализирани разсоли от хлориден тип до пресни слабоминерализирани води от хидрокарбонатен вид. Първите обикновена залягат в дълбоките части на басейна, а вторите – в горните пластове (в различните артезиански басейни на дълбочина от 100 до 1000 m). Пресните води от горните водоносни пластове се образуват в резултат от инфилтрацията на атмосферните валежи и процесите на излужване на скалния състав. Дълбоките, високоминерализирави артезиански води са свързани с изменените води на древни морски басейни, намиращи се през различните геоложки епохи на териториите на съвременните артезиански басейни.

## Разпространение, стопанско значение
Най-големият артезиански басейн в света заема около 3 млн.km² и е разположен в Западносибирската равнина на Русия. Други големи артезиански басейни се намират в Северна Африка (под пустинята Сахара) и в източната част на Австралия. Те са от голямо значение за водоснабдяването на промишлеността и населените места.